# Kpomassè
Kpomassè es una comuna beninesa perteneciente al departamento de Atlantique.
En 2013 tiene 67 648 habitantes, de los cuales 10 527 viven en el arrondissement de Kpomassè.
Se ubica unos 10 km al oeste de Ouidah, a orillas del lago Ahémé.

## Subdivisiones
Comprende los siguientes arrondissements:
- Aganmalomè
- Agbanto
- Agonkanmè
- Dedomè
- Dekanmè
- Kpomassè
- Ségbeya
- Ségbohoué
- Tokpa-Domè